# Ostzonen-Rundfahrt 1949

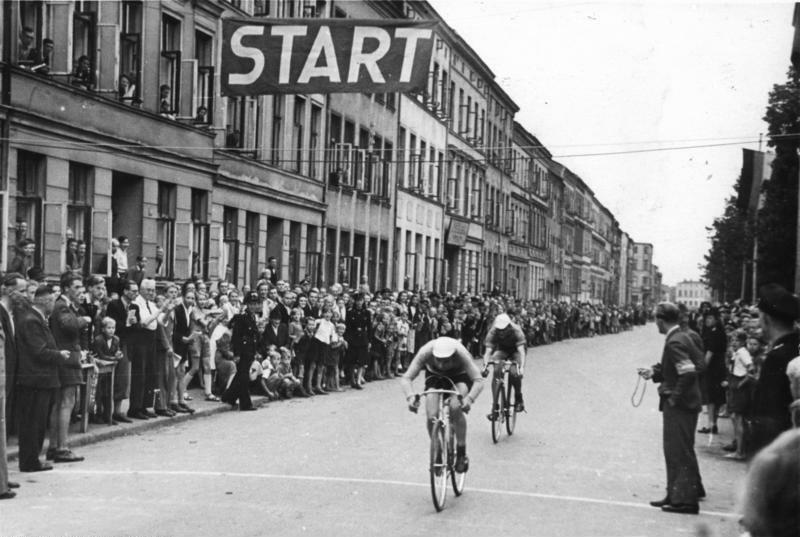
Etappenort Rostock

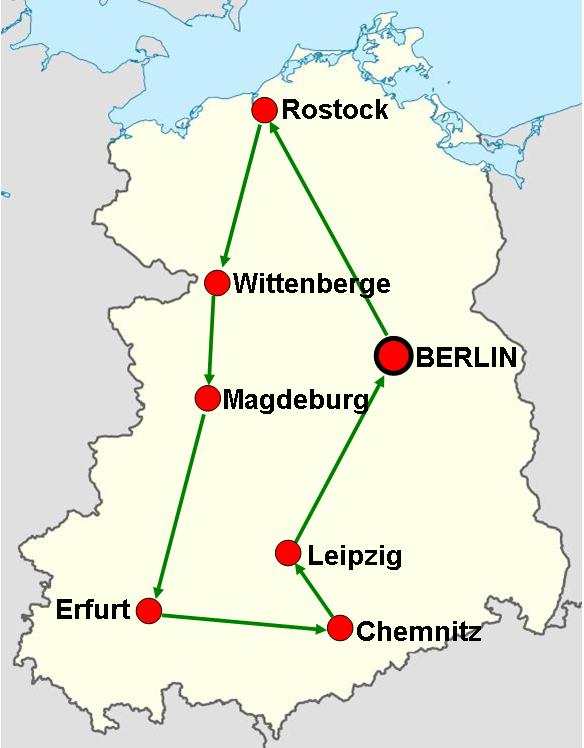
Streckenplan

Die Ostzonen-Rundfahrt 1949 (auch: Ostzonenrundfahrt bzw. Quer durch die Ostzone) war ein Straßenradrennen der Amateure, das als Etappenrennen in der Sowjetischen Besatzungszone (Ostzone) ausgetragen wurde. Sie fand vom 9. bis 18. September statt. Gewinner der Einzelwertung wurde der Berliner Max Bartoskiewicz, in der Mannschaftswertung siegte das Team Berlin I. Ab 1950 wurde sie als DDR-Rundfahrt durchgeführt.

## Vorbemerkungen
Die Ostzonen-Rundfahrt wurde von zwei Berliner Radsportenthusiasten initiiert, dem ersten Vorsitzenden des Ost-Berliner Radsportklubs BRC Endspurt 1901 Willi Vegelahn und dem Spirituosenfabrikanten und Radsportsponsor Paul Pöschke. Da sich Pöschke zuvor hauptsächlich bei Profirennen engagiert hatte, lehnte der Deutsche Sportausschuss, das verantwortliche Sportgremium in der Sowjetischen Besatzungszone, die Organisation der Rundfahrt durch die beiden Genannten ab, übernahm aber die Idee und führte das Rennen schließlich in eigener Regie durch, seit 1950 als DDR-Rundfahrt. Pöschke war allerdings ein wichtiger Finanzier der Rundfahrt und übernahm einen Teil der Organisationskosten.

## Streckenverlauf
Die Gesamtstrecke betrug 1186 Kilometer und war in sieben Etappen unterteilt. Die Rundfahrt begann und endete in Ost-Berlin und führte durch alle fünf Länder der Sowjetischen Besatzungszone. Die erste Etappe von Ost-Berlin nach Rostock war mit 240 Kilometern der längste Tagesabschnitt, 97 Kilometer lang war die kürzeste Etappe von Chemnitz nach Leipzig. Das Streckenprofil war im Wesentlichen flach, lediglich zwischen Magdeburg und Chemnitz führten zwei Etappen über den Harz, den Thüringer Wald und das Erzgebirge.

## Teilnehmer
Es gingen 60 Fahrer aus zehn Städtemannschaften an den Start, 53 Aktive erreichten das Ziel. Folgende Mannschaften nahmen teil:
| - Berlin I - Berlin II - Berlin III - Chemnitz - Erfurt | - Frankfurt (Oder) / Luckenwalde / Ludwigsfelde - Halle (Saale) / Chemnitz - Leipzig I - Leipzig II - Magdeburg |

## Rennverlauf
Die Rundfahrt wurde eindeutig von dem Berliner Max Bartoskiewicz dominiert, der mit einem Vorsprung von fast neun Minuten die Einzelwertung gewann. Er übernahm bereits nach der ersten Etappe das Gelbe Trikot des Spitzenreiters, das er anschließend bis auf eine Ausnahme bei allen Tagesabschnitten trug. Lediglich auf der fünften Etappe gelang es Bartoskiewicz’ schärfsten Konkurrenten, dem Erfurter Karl-Heinz Hey, dem Berliner über vier Minuten abzunehmen und sich mit dem hauchdünnen Vorsprung von fünf Sekunden das Gelbe Trikot zu erobern. Bartoskiewicz konterte sofort und holte sich nach einer Alleinfahrt zusammen mit seinem Mannschaftskameraden Heinz Weinert mehr als sieben Minuten Vorsprung vor den Verfolgern die Spitze in der Einzelwertung zurück. Bartoskiewicz verdankte die Mannschaft Berlin I auch den Gewinn der Mannschaftswertung mit 20 Minuten Vorsprung vor dem Team Erfurt, das seine Leistungsträger in Karl-Heinz Hey und Bernhard Trefflich hatte.
| Etappe | Start – Ziel            | Länge (km) | Sieger                       | Zeit (h) |
| ------ | ----------------------- | ---------- | ---------------------------- | -------- |
| 1      | Ost-Berlin – Rostock    | 240        | Max Bartoskiewicz (Berlin I) | 7:28:34  |
| 2      | Rostock – Wittenberge   | 175        | Walter Dietrich (Leipzig I)  | 5:28:23  |
| 3      | Wittenberge – Magdeburg | 109        | Heinz Weinert (Berlin I)     | 3:01:55  |
| 4      | Magdeburg – Erfurt      | 176        | Bartoskiewicz                | 5:16:26  |
| 5      | Erfurt – Chemnitz       | 195        | Erwin Horn (Berlin III)      | 5:32:33  |
| 6      | Chemnitz – Leipzig      | 097        | Bartoskiewicz                | 2:58:39  |
| 7      | Leipzig – Ost-Berlin    | 194        | Edgar Schatz (Halle)         | 4:58:25  |

## Endergebnisse
|     | Fahrer             | Mannschaft | Zeit (h) |
| 01. | Max Bartoskiewicz  | Berlin I   | 35:03:28 |
| 02. | Karl-Heinz Hey     | Erfurt     | 35:12:06 |
| 03. | Horst Gaede        | Magdeburg  | 35:12:58 |
| 04. | Otto Busse         | Leipzig I  | 35:15:49 |
| 05. | Heinz Weinert      | Berlin I   | 35:16:47 |
| 06. | Lothar Meister I   | Leipzig II | 35:17:30 |
| 07. | Bernhard Trefflich | Erfurt     | 35:18:03 |
| 08. | Kurt Plitt         | Berlin II  | 35:18:05 |
| 09. | Heinz Höhne        | Magdeburg  | 35:20:08 |
| 10. | Gerd Thiemichen    | Leipzig II | 35:21:47 |
| 11. | Rudi Kirchhoff     | Berlin I   | 35:21:52 |
| 12. | Erwin Horn         | Berlin III | 35:26:11 |
| 13. | Henry Urban        | Chemnitz   | 35:27:18 |
| 14. | Harry Baschke      | Berlin I   | 35:27:19 |
| 15. | Walter Baumann     | Halle      | 35:27:28 |
| 16. | Lehmann            | Berlin II  | 35:29:13 |
| 17. | Otto Grindel       | Leipzig I  | 35:30:42 |
| 18. | Bernhard Lipfert   | Magdeburg  | 35:30:51 |
| 19. | Helmuth Lohse      | Chemnitz   | 35:32:02 |
| 29. | Werner Gräbner     | Berlin I   | 35:36:42 |
| …   |                    |            |          |
| 53. | Darnstädt          | Leipzig II | 38:56:10 |

|     | Mannschaft                                                                                                | Zeit (h)  |
| 01. | Berlin I Max Bartoskiewicz, Richard Baschke, Erwin Digulla, Werner Gräbner, Rudi Kirchhoff, Heinz Weinert | 105:30:50 |
| 02. | Erfurt | 105:56:12 |
| 03. | Magdeburg                                                                                                 | 106:03:54 |
| 04. | Leipzig I                                                                                                 | 106:19:49 |
| 05. | Berlin II                                                                                                 | 106:23:56 |
| 06. | Chemnitz                                                                                                  | 106.34:16 |
| 07. | Leipzig II                                                                                                | 106.35:01 |
| 08. | Halle | 106.54:34 |
| 09. | Berlin III                                                                                                | 107:19:55 |
| 10. | Frankfurt                                                                                                 | 109:35:30 |